# Злыдников, Дмитрий Афанасьевич
Дми́трий Афана́сьевич Злы́дников (15 сентября 1928 — 11 марта 1998) — бригадир комплексной бригады № 2 колхоза «Завет Ленина» Альшеевского района Башкирской АССР, Герой Социалистического Труда (1966).

## Биография
Дмитрий Афанасьевич Злыдников родился 15 сентября 1928 года в д. Михайловка (ныне — в Альшеевском районе Башкирии). Образование — начальное.
Трудовую деятельность начал в 1942 г. трактористом Ташлинской машинно-тракторной станции Альшеевского района. В 1949 г. призван в ряды Советской Армии. После демобилизации с 1952 г. работал кочегаром паровозного депо станции Раевка Уфимской железной дороги. В марте 1954 г. вернулся на работу в Ташлинскую МТС. С 1958 г. — тракторист, помощник бригадира по механизации, с 1962 г. — бригадир комплексной бригады № 2 колхоза «Завет Ленина» Альшеевского района.
Комплексная бригада Д. А. Злыдникова добилась наивысших показателей в полеводстве и животноводстве в районе: в 1962—1965 гг. с площади 1136—1558 гектаров, отведенной под зерновые культуры, бригада ежегодно получала от 11,5 до 16,8 центнера зерна с одного гектара, в том числе ржи — от 15,6 до 24 центнеров, пшеницы — от 15 до 15,6 центнера, проса — от 19 до 22,8 центнера с гектара.
В 1964 г. средний удой молока от одной коровы составлял 2 138 килограммов, в 1965 г. — 2 362 килограмма. От одной курицы-несушки в 1964 г. было получено 77 яиц, в 1965 г. — 103 яйца. В 1964—1965 гг. бригада произвела 1 169 центнеров мяса при плане 1110 центнеров, молока — 9317 центнеров при плане 8205 центнеров.
Д. А. Злыдников уделял большое внимание удешевлению производства продукции. В 1964 г. себестоимость одного центнера зерна по бригаде составила 1,90 рубля, в целом по колхозу — 2,49 рубля, сахарной свеклы — соответственно 1,64 рубля и 2,57 рубля, мяса — 80,10 рубля и 80,40 рубля, молока — 12,48 рубля и 13,60 рубля.
За успехи, достигнутые в увеличении производства и заготовок пшеницы, ржи, гречихи, других зерновых и кормовых культур и высокопроизводительном использовании техники, Указом Президиума Верховного Совета СССР от 23 июня 1966 г. Д. А. Злыдникову присвоено звание Героя Социалистического Труда.
В 1983 г. вышел на пенсию.
Дмитрий Афанасьевич Злыдников умер 11 марта 1998 г.

## Награды
- Герой Социалистического Труда (орден Ленина и медаль «Серп и Молот», 23.6.1966)
- орден Ленина (1975)
- медали
- Почётный гражданин Альшеевского района Республики Башкортостан.

## Память
На доме, где жил Д. А. Злыдников, установлена мемориальная доска.